# 5. Fallschirmjäger-Division
5. Fallschirmjäger-Division var en fallskärmsjägardivision i tyska armén under andra världskriget. Divisionen sattes upp i mars 1944.

## Slag

### Ardenneroffensiven
Divisionen försökte hindra den amerikanska 4th Armored Divisions framryckning som syftade till att undsätta den inneslutna 101st Airborne Division i Bastogne.

## Organisation
Divisionens organisation
- Divisionsstab
- 13. Fallschirm-Jäger-Regiment
  - Fallschirm-Jäger-Battalion
  - Fallschirm-Jäger-Battalion
  - Fallschirm-Jäger-Battalion
- 14. Fallschirm-Jäger-Regiment
  - Fallschirm-Jäger-Battalion
  - Fallschirm-Jäger-Battalion
  - Fallschirm-Jäger-Battalion
- 15. Fallschirm-Jäger-Regiment
  - Fallschirm-Jäger-Battalion
  - Fallschirm-Jäger-Battalion
  - Fallschirm-Jäger-Battalion
- 5. Fallschirmjäger-Artillerie-Regiment
- 5. Fallschirm-Aufklärungs-Kompanie
- 5. Fallschirm-Panzer-Jäger-Abteilung
- 5. Fallschirm-Pionier-Bataillon
- 5. Fallschirm-Flak-Abteilung
- 5. Fallschirm-Sanitäts-Abteilung
- 5. Fallschirm-Granatwerfer-Bataillon

## Befälhavare
Divisionens chefer
- Generalleutnant Gustav Wilke   (1 apr 1944 - 23 sep 1944)
- Generalmajor Sebastian-Ludwig Heilmann   (23 sep 1944 - 12 mar 1945)
- Oberst Kurt Gröschke   (12 mar 1945 - ? apr 1945)